# Reynold Tschäppät

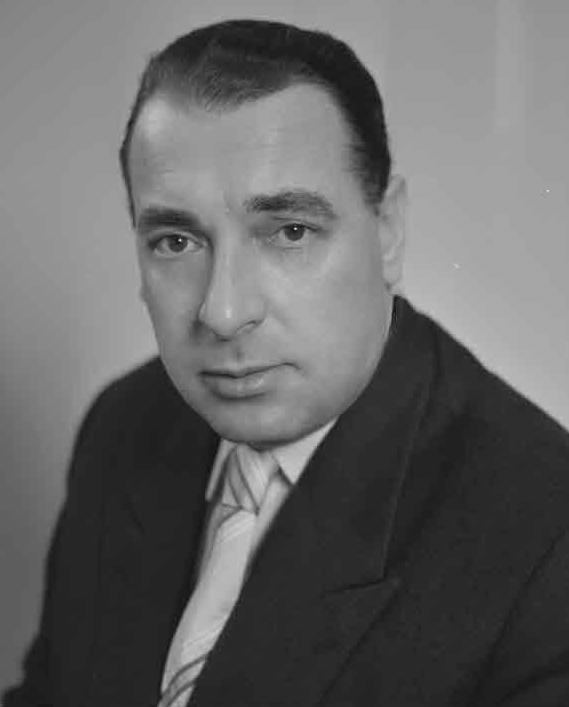
Reynold Tschäppät

Reynold Tschäppät (Malleray, 3 september 1917 - Bern, 4 juli 1979), was een Zwitsers politicus.
Reynold Tschäppät studeerde rechten in de stad Bern en was sinds 1943 advocaat. Hij was lid van de Sociaaldemocratische Partij van Zwitserland (SP). Hij werd in 1948 in de gemeenteraad gekozen en zat vanaf 1950 dertien jaar in de Grote Raad van Bern. In 1963 werd hij in de Nationale Raad (tweede kamer federaal parlement) gekozen. Hij bleef lid tot zijn dood in 1979.
De populaire Tschäppät was van 1966 tot begin 1979 stadspresident van Bern (burgemeester) als opvolger van Eduard Freimüller. Hij werd korte tijd hierna ziek en overleed op 4 juli 1979. Hij werd op het Bremgartenfriedhof begraven.

## Familie
Reynold Tschäppät was sinds 1946 getrouwd met Lily Bürki. Van hun drie zonen was Alexander Tschäppät (1952-2018) stadspresident van Bern van 2005 tot 2016.